# تینا کازینز
تینا پاتریشیا کازنز (متولد ۲۰ آوریل 1971) خواننده، ترانه‌سرا و مدل سابق انگلیسی است.
کازنز زمان خود را بین استرالیا و بریتانیا تقسیم می‌کند و به‌طور منظم اجرا می‌کند. در نوامبر ۲۰۱۶، او با گروه ونگابویز، سونیک، ویگفیلد و جوآن اکوم به استرالیا سفر کرد.